# エヴァラード・ホーム

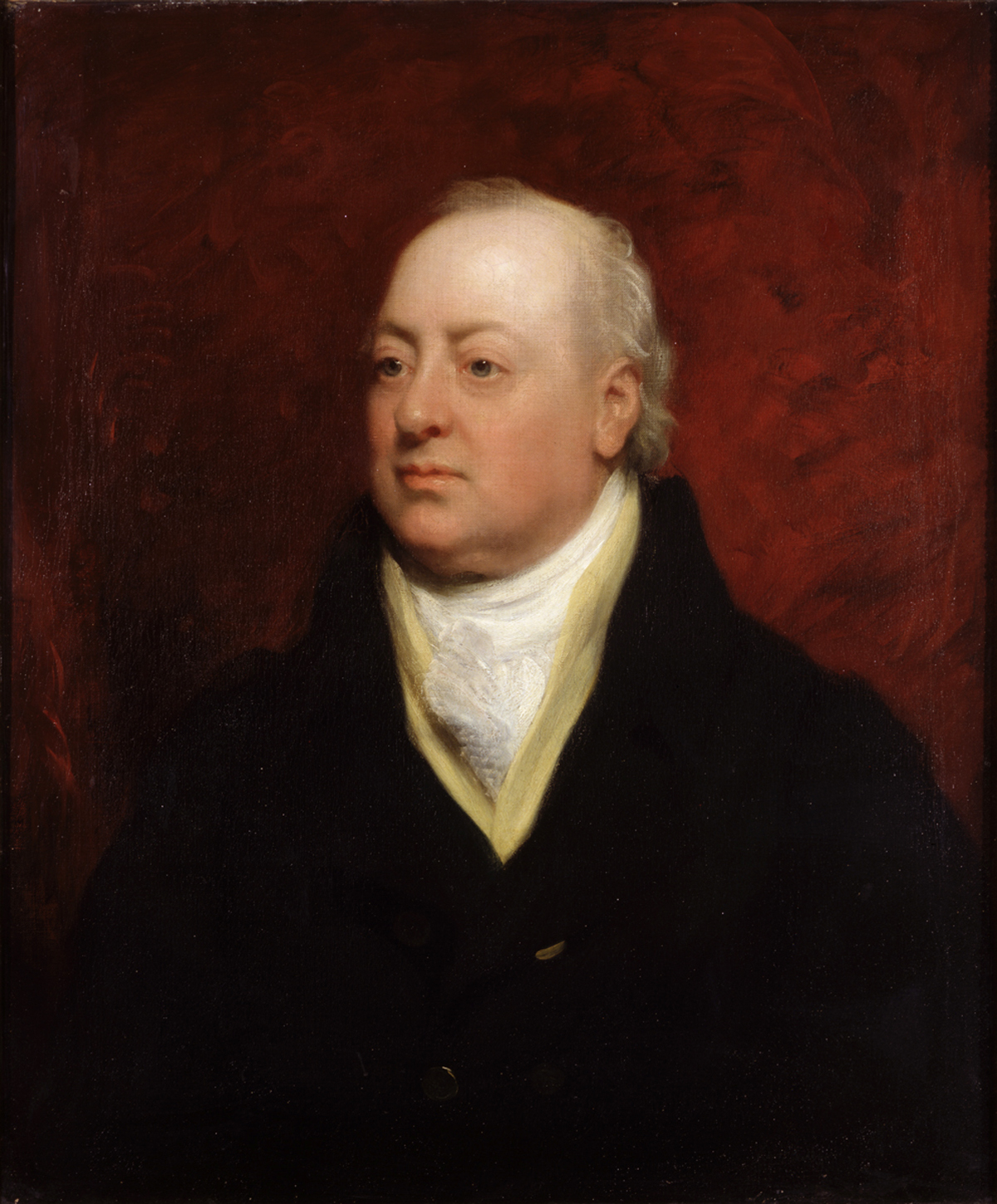
トマス・フィリップスによるホームの肖像画

初代準男爵サー・エヴァラード・ホーム（英: Sir Everard Home, 1st Baronet FRS、1756年5月6日 - 1832年8月31日）は、イギリスの医師、解剖学者である。王立協会フェロー。

## 生涯
軍医であった外科医ロバート・ホームの息子として生まれ、少年時代にウェストミンスター・スクールで学んだ。1772年、16歳のときにケンブリッジ大学への進学を諦め、義兄ジョン・ハンターの弟子としてハンター家に同居した。1773年にハンターの一番弟子であったエドワード・ジェンナーが同家を去ると、その後は生涯ハンターの解剖助手を務めるようになる。1776年の秋にはハンターの収蔵品について部分的な目録を作成している。1778年に22歳でハンター家での修行を終えると外科医会館の認定を得て、プリマスの海軍病院に下級外科医として赴任した。ジャマイカの病院で常勤外科医となった後、1784年にイギリスに帰国しハンターの助手を務める。1787年に王立協会フェローとなる。1792年、聖ジョージ病院の下級外科医の職につき、1793年にハンターが死ぬと空いた常勤外科医の地位を得た。
1807年に王立協会からコプリ・メダルを授与。1808年にはジョージ3世の外科医となる。1813年にサザンプトン郡ウェル・マナーの準男爵に叙せられた。1814年に王立協会の副会長となり、1822年に外科医組合の後身である王立外科医師会の初代会長となった。1832年、アルコールを原因とする病気で死亡した。
ハンターの死後、ホームは遺産の管理をしていたウィリアム・クリフトにハンターの残した研究資料一切を要求した。ホームがハンターの研究を盗用したであろう可能性は高い。その証拠を隠すために、ハンターの資料を焼き捨てている。1812年にジョセフ・アニングとメアリー・アニング兄妹の発見した化石（後に魚竜と分類される）について、ホームは記述を残した最初の人物であった。魚類との類似性を初めて指摘している。カモノハシの解剖についても最も早く研究を行い、カモノハシが胎生ではなく卵胎生であることを発表した。人間と動物の解剖について多数の著作を発表し、1790年以降、しばしば王立協会のクルーニアン・メダルを受賞し、記念講演の講師を務めた。